# Połazna (rzeka)

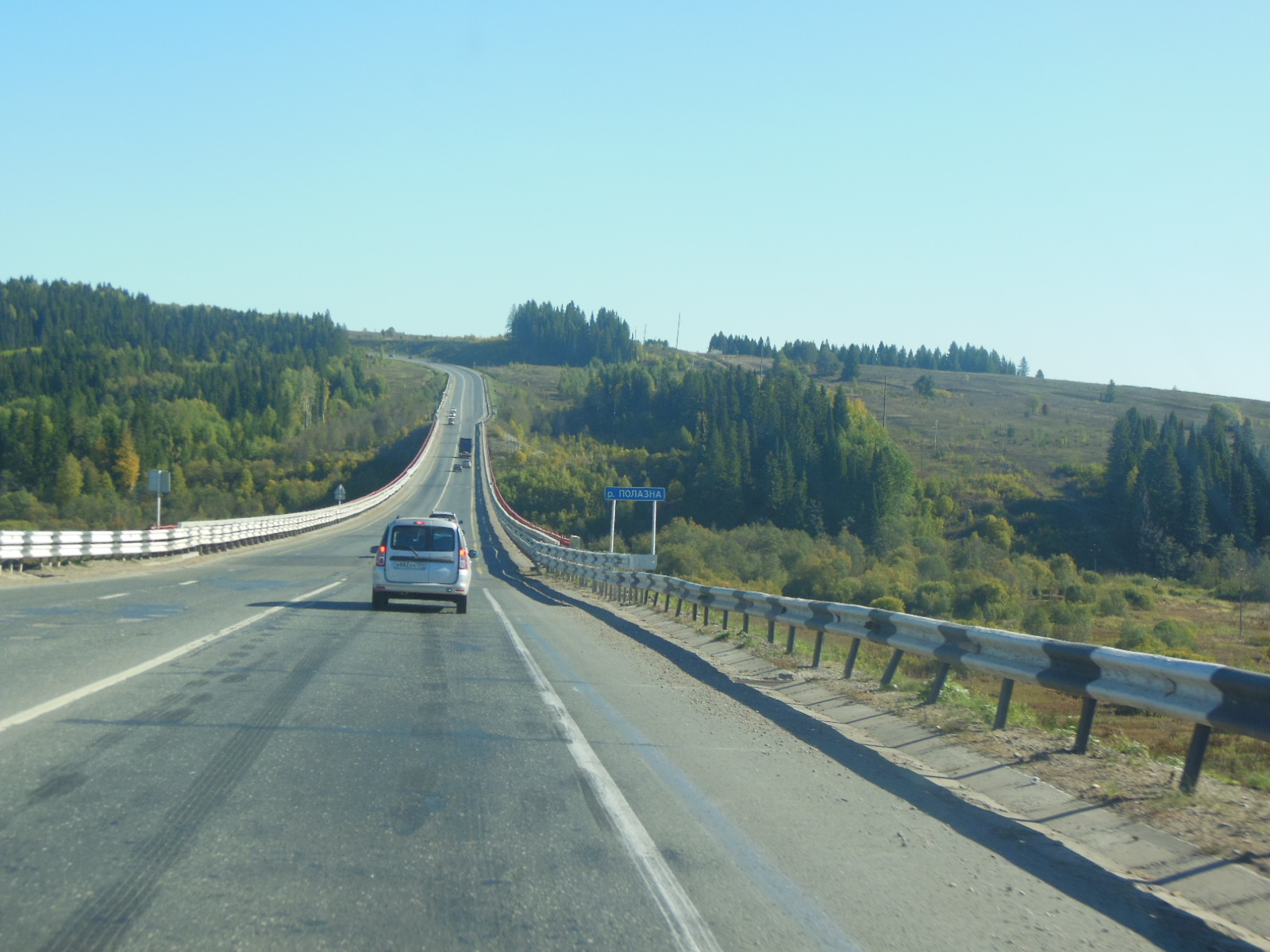
Most na Połaznej na trasie Perm — Bieriezniki

Połazna – rzeka w Rosji, w Kraju Permskim, lewy dopływ Kamy. Wpada do Zbiornika Kamskiego w obszarze miejscowości Połazna. Długość rzeki wynosi 30 km. Najważniejszym dopływem jest rzeka Waskina.